# TeX font metric
TFM (программирование) (от англ. ΤΕΧ  Font Metric, метрика шрифта ΤΕΧ) — формат файлов метрики шрифтов, используемый системой ΤΕΧ. В отличие от эскизных шрифтов, таких как TrueType, формат TFM предоставляет лишь информацию, необходимую для типографского набора шрифта: ширину каждого символа, высоту и глубину. Сами изображения символов хранятся где-либо ещё. Это не является особенностью ΤΕΧ; файлы AFM компании Adobe и файлы PFM системы Windows используют такую же технологию.
ΤΕΧ использует только файлы TFM для получения выходных файлов DVI. Изображения символов вставляются (например, из запакованных PK шрифтов METAFONT) уже DVI-драйвером.